# Vittorio Guerrieri
Vittorio Guerrieri (Roma, 23 dicembre 1958) è un doppiatore, attore e direttore del doppiaggio italiano.
Dopo un inizio come attore del piccolo schermo e l'interpretazione nel classico del cinema italiano Una giornata particolare di Ettore Scola, è divenuto noto come doppiatore, specialmente per aver prestato la voce a Ben Stiller in gran parte dei suoi ruoli, a partire da Ti presento i miei, e per aver prestato la voce a Matthew Fox nel ruolo di Jack Shephard nella serie televisiva di grande successo Lost.

## Biografia
Allievo di Franca Dominici,
debutta giovanissimo come attore e alla fine degli anni sessanta recita la parte del protagonista nello sceneggiato Lazarillo, tratto dal romanzo anonimo Lazarillo de Tormes per la regia di Andrea Camilleri, e in seguito prende parte ad altre produzioni Rai. Già attivo da anni come doppiatore indipendente e assistente al doppiaggio, nel 1977, dopo che si è diplomato come cineoperatore all'Istituto di Stato per la Cinematografia e la TV "Roberto Rossellini", Ettore Scola lo sceglie per interpretare il personaggio di Umberto nel film Una giornata particolare, al fianco di Sophia Loren. Il film vince il Golden Globe come miglior film straniero nel 1978 e ottiene la candidatura all'Oscar nello stesso anno.
Oltre a Ben Stiller, che ha iniziato a doppiare superando un provino propostogli da Francesco Vairano, al cinema ha doppiato in diverse occasioni anche gli attori John Corbett e Steve Carell, mentre per la televisione ha doppiato Matthew Fox nella serie televisiva Lost, Jason Bateman nelle tre stagioni di Arrested Development - Ti presento i miei, Misha Collins in Supernatural, lo stesso Steve Carell in The Office e Space Force, il personaggio di Harm (David James Elliott) nella serie TV JAG - Avvocati in divisa, Scott Baio in Baby Sitter e Wesley Windham Pryce in Buffy l'ammazzavampiri e nel relativo spin-off Angel.
Nell'animazione ha dato la voce italiana a Squit in Animaniacs, al protagonista Freakazoid nel cartone animato omonimo, Shiro in Mila & Shiro, due cuori nella pallavolo, Goemon Ishikawa XIII in alcuni media di Lupin III, Mark Lenders in Holly e Benji, Kamina in Sfondamento dei cieli Gurren Lagann, il Prof. Palladium in Winx Club, Kondo nei primi episodi di Gintama e Yamcha nei primi doppiaggi dei film di Dragon Ball.
È sposato con la doppiatrice Roberta Greganti.

## Filmografia

### Cinema
- Una giornata particolare, regia di Ettore Scola (1977)

### Televisione
- Lazarillo, regia di Andrea Camilleri (1969)
- I racconti di padre Brown - miniserie TV, prima puntata, regia di Vittorio Cottafavi (1970)
- A torto e a ragione - miniserie TV, regia di Edmo Fenoglio (1978)

### Prosa televisiva Rai
- Tosca di Victorien Sardou, regia di Enrico Colosimo, trasmessa il 28 maggio 1971.
- Romeo e Giulietta di William Shakespeare, regia di Alvin Rakoff, trasmessa il 9 marzo 1984.

## Teatro
- Infinito futuro, da 1984 di George Orwell, regia di Antonio Sanna (2011)

## Doppiaggio

### Film
- Ben Stiller in Hard Night, I Tenenbaum, Zoolander, ...e alla fine arriva Polly, Duplex - Un appartamento per tre, Starsky & Hutch, Tenacious D e il destino del rock, Lo spaccacuori, Tropic Thunder, Una notte al museo, Una notte al museo 2 - La fuga, Ti presento i miei, Mi presenti i tuoi?, Vi presento i nostri, Tower Heist - Colpo ad alto livello, Lo stravagante mondo di Greenberg, I sogni segreti di Walter Mitty, Notte al museo - Il segreto del faraone, Zoolander 2, The Meyerowitz Stories, Hubie Halloween, Locked Down, Bros, Un tipo imprevedibile 2
- John Corbett in Il mio grosso grasso matrimonio greco, Quando meno te lo aspetti, Se ti investo mi sposi?, Nata per vincere, Sex and the City 2, 5 appuntamenti per farla innamorare, Sesso, bugie e... difetti di fabbrica, Il mio grosso grasso matrimonio greco 2, Il mio grosso grasso matrimonio greco 3
- Steve Carell in 40 anni vergine, A cena con un cretino, The Incredible Burt Wonderstone, Una fantastica e incredibile giornata da dimenticare, Freeheld - Amore, giustizia, uguaglianza, Irresistibile
- Jeremy Northam in Un marito ideale, The Golden Bowl, Enigma, Gosford Park, Possession - Una storia romantica
- Donnie Yen in Ip Man, Ip Man 2, Ip Man 3, Kung Fu Jungle, Ip Man 4: The Finale, John Wick 4
- Steve Zahn in Piovuta dal cielo, Diario di una schiappa 2 - La legge dei più grandi, Diario di una schiappa - Vita da cani
- Jackie Shroff in Apna Sapna Money Money, Gang of Ghosts, Teen Patti
- Owen Wilson in Io & Marley, Un anno da leoni
- Andrew Airlie in Cinquanta sfumature di grigio, Cinquanta sfumature di nero
- Jon Hamm in Urlo, 7 sconosciuti a El Royale
- Matthew Goode in Downton Abbey, Abigail
- Tim Guinee in Ghost Whisperer - Presenze, Horizon: An American Saga - Capitolo 1
- Jean-Claude Van Damme in Senza esclusione di colpi
- Jonathan Aris in Killer in viaggio
- Joseph Fiennes in Elizabeth
- Ryan Reynolds in Foolproof
- Robert Downey Jr. in Eros
- Charles Martin Smith in Herbie sbarca in Messico
- Neal Jones in Dirty Dancing - Balli proibiti
- Justin Louis in Chestnut - Un eroe a quattro zampe
- Luke Wilson in La mia super ex-ragazza
- Nicola Farron in L'avaro
- Mark Dacascos in Crying Freeman
- George Newbern in Un papà da salvare
- Benicio del Toro in China Moon-Luna di sangue
- David Marshall Grant in Bat*21
- René Steinke in La principessa cerca lavoro
- Tommy Flanagan in Il gladiatore
- John Cusack in End Game
- Bill Randolph in L'assassino ti siede accanto
- Michael Biehn in Transazione pericolosa
- David Schwimmer in Ho solo fatto a pezzi mia moglie
- Johnny Messner in L'ultima alba
- Bob Estes in Air Force - Aquile d'acciaio 3
- Craig C. Lewis in Basic Instinct
- Paul Walker in Hours
- Christian Slater in Nymphomaniac
- David Wenham in Elvis
- Andrew Airlie in Cinquanta sfumature di grigio
- Patrick Dempsey in Tutta colpa dell'amore
- Adam Sandler in Un tipo imprevedibile
- Lawrence Monoson in Venerdì 13 - Capitolo finale
- Peter MacNicol in Il drago del lago di fuoco
- Timothy Hutton in Playing God
- Jon Tenney in Free Willy 2
- Patrick Wilson in Un amore senza tempo
- Stephen Baldwin in I soliti sospetti
- Kad Merad in AAA genero cercasi
- Youfa Qian in Tiepide acque di primavera
- Casey Affleck in Lonesome Jim
- Johannes Brandrup in Una Ragazza Speciale
- Caspar Phillipson in The Match - La grande partita
- Thomas Eber in Eddie & Sunny
- Anders T. Andersen in La spia
- Hwang Jung-min in The Unjust
- Jonathan Cohen in Making of
- Stéphane Freiss in Crime Spree - Fuga da Chicago
- Robert Rusler in Nightmare 2 - La rivincita

### Film d'animazione
- Yamcha in Dragon Ball - La leggenda delle sette sfere (primo doppiaggio), Dragon Ball - La bella addormentata a Castel Demonio (primo doppiaggio), Dragon Ball - Il torneo di Miifan (primo doppiaggio), Dragon Ball Z - La grande battaglia per il destino del mondo (primo doppiaggio), Dragon Ball Z - La minaccia del demone malvagio (primo doppiaggio), Dragon Ball - Il cammino dell'eroe (primo doppiaggio)
- Shigeru Aoba in Neon Genesis Evangelion: The Feature Film, Evangelion: 1.0 You Are (Not) Alone, Evangelion: 3.0 You Can (Not) Redo, Evangelion: 3.0+1.0 Thrice Upon a Time
- Goemon Ishikawa XIII in Lupin III - La pietra della saggezza (primo e secondo doppiaggio) e Lupin III - La leggenda dell'oro di Babilonia
- Frank Heffley in Diario di una schiappa - La legge dei più grandi, Diario di una schiappa a Natale - Si salvi chi può!
- Asbel in Nausicaä della Valle del vento
- Red in Red e Toby nemiciamici
- Alan da giovane in C'era una volta Windaria
- Eligor in I Cavalieri dello zodiaco - L'ultima battaglia (primo doppiaggio)
- Panbukin in Dragon Ball Z - Le origini del mito (primo doppiaggio)
- Hank in A Scanner Darkly - Un oscuro scrutare
- Fish in The Reef - Amici per le pinne
- Jafet ne L'arca di Noè
- Katze in Il cuneo dell'amore
- Johnny Bravo in Johnny Bravo va a Bollywood
- 6 in 9
- Bernard in Megamind
- Dr. Benton Quest in Tom & Jerry: Operazione spionaggio[2]
- Stu Hopps in Zootropolis
- Grisha Jaeger in L'attacco dei giganti – Il film: parte I. L'arco e la freccia cremisi
- Miika, il topo ne Un bambino chiamato Natale[3]
- Marty Muckraker in PAW Patrol - Il film
- Andrew Morris in Ron - Un amico fuori programma
- Claude-Chelà in Minions 2 - Come Gru diventa cattivissimo
- Macao Convolt in Fairy Tail The Movie: Phoenix Priestess

### Serie televisive
- Steve Carell in The Office, Life's Too Short, Space Force, The Patient
- John Corbett in XO, Kitty, How I Met Your Father, And Just Like That...
- Jesse Borrego in Miami Vice, 24, American Crime
- Hill Harper in CSI: NY, Covert Affairs, The Good Doctor
- Matthew Davis in The Vampire Diaries, The Originals, Legacies
- Alexis Denisof in Buffy l'ammazzavampiri, Angel
- Scott Baio in Happy Days (2ª voce), Baby Sitter
- Misha Collins in Supernatural, 24
- Clayton Norcross in La donna del mistero 2, Milagros
- Taylor Sheridan (st. 2-3) e Brian Van Holt in Sons of Anarchy[4]
- Mitchell Whitfield ne La signora in giallo (ep.8x16)[5]
- Federico Amador in Niní
- Carlos Mata in Leonela
- Felipe Camargo in Potere
- William Snow in The Lost World
- Süleyman Atanısev in Love, Reason, Get Even
- Ricardo Medina Jr. in Power Rangers Wild Force
- Ben Stiller in Extras
- Matthew Fox in Lost
- Anson Williams in Happy Days (episodi 2x17, 3x19-20, 4x01-4x05, 5x23, stagioni 6-9)
- César Millán in Dog Whisperer
- Dean Winters in Battle Creek
- John Barrowman (stagione 1) in Doctor Who
- Josh Coxx in Senza traccia
- Michael Rapaport in Prison Break
- John Diehl in Rizzoli & Isles
- Miguel Ferrer in Miami Vice
- Ted King in Streghe
- Eoin Macken in The Night Shift
- Adrian Lester in Hustle - I signori della truffa
- Thomas Gibson in Criminal Minds
- Sagamore Stévenin in Falco
- Noah Bean in Nikita
- Neil Jackson in Make It or Break It - Giovani campionesse
- David James Elliott in JAG - Avvocati in divisa
- Greg Germann in NCIS - Unità anticrimine
- Damien Puckler in Grimm
- John Schneider in Hazzard (2ª voce)
- Parker Stevenson in Baywatch
- Alexander Pschill ne Il commissario Rex
- Cameron Bancroft in Cedar Cove
- Bruce Campbell in Xena - Principessa guerriera
- Adam Fristoe in Teen Wolf

### Serie animate
- Mark Lenders in Holly e Benji - Due fuoriclasse, Shin Captain Tsubasa, Che campioni Holly e Benji!!!, Holly & Benji Forever
- Shiro Takiki in Mila e Shiro, Mila e Shiro - Il sogno continua
- Dexter Douglas e Freakazoid in Freakazoid!, Animaniacs
- Goemon Ishikawa XIII ne Le avventure di Lupin III (secondo doppiaggio) e Lupin, l'incorreggibile Lupin (entrambi i doppiaggi)
- Squit in Animaniacs
- Dr. Ira Kane in Evolution
- Takehiko Henmi (2ª voce) in Caro fratello
- Harold Shrinks in George Shrinks
- Hirscher in Gunslinger Girl
- Arthur Pteranodonte ne Il treno dei dinosauri
- Sanga in Rahan
- John F. Kennedy in Clone High
- Mister Fantastic in Avengers - I più potenti eroi della Terra
- Prof. Palladium in Winx Club
- Sky-Bite in Transformers: Robots in Disguise
- Artie Ziff ne I Simpson
- Chirone ne La classe dei Titani
- Pongo ne La carica dei 101 - La serie
- Robin Hood ne I disastri di Re Artù
- Kamon Nandaba in FLCL
- Johann in Dragons
- Icaro in C'era una volta... Pollon
- Jacky Bryant in Virtua Fighter
- Ken Masters in Street Fighter II Victory
- Ono Tofu in Ranma ½
- Fritz in Ufo Robot Goldrake
- Isao Kondo in Gintama (1ª voce)
- Ryusuke Minami in Beck
- Kamina in Sfondamento dei cieli Gurren Lagann
- Professor Saiga in Psycho-Pass
- Grisha Jaeger ne L'attacco dei giganti
- Kirakuni Susumu ne L'invincibile Dendoh
- Shinichi Saimori in il mio matrimonio felice
- Macao Convolt in Fairy Tail
- Kiyoji Nakano in Lovely Complex
- Ken Akamatsu in Love Hina
- Hell in Devichil
- Aikurò Mikisugi in Kill la Kill
- Takeshi Yamato in Idaten Jump
- Steve Wilson in Pattuglia volante

### Film e miniserie Tv
- Cameron Bancroft in Liddy, faccia d'angelo, La casa nella prateria, Beatiful People

- Clayton Norcross in 6 passi nel giallo
- Thomas Lockyer in Merlino

### Videogiochi
- Misurino ne La carica dei 102: Cuccioli alla riscossa[6]
- Alex in Madagascar 3[7]
- Akira Hayashi in UFO Robot Goldrake: Il banchetto dei lupi[8]